# Souleymane Coulibaly
Souleymane Coulibaly (Abidjan, 1994. december 26.) elefántcsontparti labdarúgó. Jelenleg a skót Kilmarnockban játszik.

## Pályafutása

### Fiatal évei (Siena)
2009-ben érkezett meg az olasz AC Siena akadémiájára.
A 2010–11-es szezonban tíz mérkőzést játszott az U19-esek között.

### Tottenham
2011. július 18-án  hivatalos honlapján bejelentette a Tottenham Hotspur, hogy Souleymane Coulibaly csatlakozik a klubhoz.

### Válogatott
A 2011-es U17-es világbajnokságon tűnt fel,  kilenc góljával a torna gólkirálya lett. A brazilok ellen mesterhármast, a dánok ellen mesternégyest szerzett. A 2015-ös U20-as világbajnokságon bronzérmes lett a mali válogatott tagjaként.

## Sikerei, díjai
- U17-es labdarúgó-világbajnokság gólkirálya: 2011

## Fordítás
- Ez a szócikk részben vagy egészben  a   Souleymane Coulibaly című angol Wikipédia-szócikk fordításán alapul.  Az eredeti cikk szerkesztőit annak laptörténete sorolja fel. Ez a jelzés csupán a megfogalmazás eredetét és a szerzői jogokat jelzi, nem szolgál a cikkben szereplő információk forrásmegjelöléseként.